# 保定航空学校
保定航空学校（ほていこうくうがっこう、保定航空學校）は、北洋軍閥時代に設立され直隷派によって運営された飛行士（飛航員）を養成する学校。

## 概要
安直戦争により段祺瑞の安徽派を追放した曹錕・張作霖は1920年8月、北京を制圧。しかし、張作霖は南苑航空学校の航空機や機材の大半を東北に持って行ってしまった。曹錕は直系航空隊の設立に取り掛かり、南口工廠に北京交通部籌弁航空事宜処を設置、また、北京～庫倫等の定期輸送便として使われていたハンドレページ O/400 6機のうち3機が南口工廠に残されていたため、これを保定に持って行った。
1921年11月1日、蠡県の劉爺廟飛行場にて保定航空隊（隊長：敖景文、副隊長：趙雲鵬）が正式に設立。しかし1922年3月11日、O/400 1機が着陸に失敗し炎上、搭乗員の馬毓芳ら3名のほか、整備士2名、23師連長1名など計14名が死亡する大事故となった。これを聞いた曹錕は直隷派の航空戦力の未熟さを痛感し、訓練の強化を命じた。第一次奉直戦争後の同年10月1日、段祺瑞政権時代に借款で購入していたビッカース ビミー・コマーシャル40機、ヴィッカーズ VIM35機（それぞれ大ビミー（大維梅）、小ビミーと呼ばれた）、アブロ 504K 60機が到着。うち20機を保定航空隊に充てる事とし、11日、大ビミーの戦力化のため清河県に「大維梅訓練班」（長：趙雲鵬）を設置。また、冬に飛行練習生隊を設立し、後に航空練習班に拡充。
1923年11月、保定航空隊が北京の中央航空司令部に編入されると、保定航空教練所が正式に設立。所長は中央航空第2隊隊長の沈徳燮が兼任、欧陽璋が教育長を務め、67人の飛行教官がいた。当時、陝西省長の劉鎮華は、姚中など10名の学生を航空教練所に派遣した。
1924年、第2次奉直戦争勃発。同年10月の時点で、すでに半数以上の学生が単独での飛行が可能だった。沈徳燮は副飛行員の名義で従軍させようとしたが反対され、学生達は飛行助手として参加することになった。

### 国民軍への接収
1924年10月、戦争に乗じて直隷派への反旗を翻した馮玉祥の国民軍が北京を制し、保定に進出した孫岳の国民第3軍は航空教練所を接収。帰順を拒んだ一部人員は飛行機とともに天津や昌黎、秦皇島に逃れたが、いずれも馮玉祥直轄の国民第1軍や奉天軍に接収された。南苑航空学校の飛行機も接収され、第3軍のもとに10機程度が集まった。かつて孫岳が指揮していた第15混成旅の幹部訓練班を出た楊鶴霄などの働きかけにより航空署長の何遂の支持を受け、航空教練所は航空署直轄となり、12月、国立保定航空学校に改称。
1925年1月、保定で校長の沈徳燮が司令官を兼任する国民第3軍航空司令部が成立 （副司令：蔣逵、参謀長：陳思濂、学監：王風翔）。3月、国民第3軍に随伴して河南省は洛陽北邙山南嶺の西宮に移動、秘書室は衷立人と張慕超、軍需室は楊鶴霄と甄中和が担当し、副官長は石邦藩、掩護隊長は董世賢、またその他の学生も副官や押運員に任命された。移転後、国立洛陽航空学校に改名。
1925年6月14日（秋とも）、学生27人が卒業。それからまもなく廃校となった。
7月11日、楊鶴霄、劉牧群、甄中和、劉義曾の4名と小ビミー2機で航空先遣隊が編成され、陝西省に派遣された。

### 直隷派への再接収
1926年1月、盛り返した直隷派・呉佩孚の討賊聯軍は河南省への侵入を開始した（鄂豫戦争）。2月、卒業生で国民第3軍航空隊が編成され、第1隊隊長が楊鶴霄、第2隊隊長が崔滄石となった、岳維峻率いる国民第2軍との連携体制をとった。しかし翌月、国民第2軍は全軍壊滅し、洛陽にいた国民第3軍航空隊も討賊聯軍により接収されてしまう。6月頃、保定に討賊聯軍航空司令部（司令：敖景文、参謀長：韋庭錕）が設立、航空第1隊（隊長：趙歩墀）および航空第2隊（李泯）が編成された。

## 人物

### 教官
- 沈徳燮 - 校長
- 欧陽璋 - 教育長
- 蒋達 - 教育長（1925年1月[7]～）
- 謝雲鶴 - 教官
- 彭雲慶 - 教官
- 劉国楨 - 教官。朝陽大学、陸軍講武堂、南苑航空学校3期卒業。1928年7月、殉職。
- 安岡駒好 - 日本人教官、高知県出身、伊藤飛行場出身、一等飛行士[17]。

### 生徒
- 張明舜（従佛） - 1899年2月4日出生、河南省長葛出身。1926年夏、援陝航空支隊隊員[18]。1929年12月26日、洛陽航空站站長[19]。1935年9月7日、空軍上尉[20]。1934年より新設の周家口航空站站長[21]、1938年ごろ開封航空站站長[22]。1947年8月15日、空軍少校[23]。
- 張国威（徳威） - 1894年6月27日出生、河北省蠡県出身。 1929年5月、航空第2隊飛行員[24]。1930年8月、航空第5隊参謀。1947年8月15日、空軍少校で退役。
- 張亜伯（国棟） - 1896年12月15日出生、河北省景県出身。1926年2月、国民第3軍航空司令部副官[25]。1926年11月、聯軍航空司令部飛行員[26]。1927年3月、東路軍航空司令部飛行員[27]。1929年5月、航空第1隊飛行員[28]。1935年9月26日、空軍少校。1931年12月、軍政部航空学校飛行教官。1947年8月15日、空軍中校で退役。
- 張維藩 - 1926年9月、直隷航空処飛行員[29]。1929年5月、航空第2隊飛行員[24]。軍政部第5隊分隊長。1934年10月14日、殉職[30]。
- 張慕超 - 1926年9月、直隷航空処飛行員[29]。1927年春、江右軍航空隊隊長[27]。1929年5月、航空第2隊飛行員[24]。1929年9月、中華航空協進第2回全国代表大会常務委員[31]。1930年、航空署秘書。
- 衷立人（凌雲） - 1906年2月25日出生、福建省崇安出身。1926年9月、直隷航空処飛行員[29]。1927年、国民革命軍江右軍航空隊飛行員[32]。1929年11月26日、航空第1隊観察師[33]。1931年5月27日、航空第7隊参謀[34]。1936年9月3日、空軍上尉[35]。1937年5月、航空委員会第3処第6科（軍官）科長[36]。
- 敖景福 - 1897年7月24日出生、河北省大興出身。1947年8月15日、空軍少校で退役。
- 田曦 - 1904年2月30日出生、河北省定県出身。1926年5月、直魯聯軍航空司令部飛雁隊飛行員[29]。1927年2月、山東航空司令部飛竜隊隊長[29]。1928年、水上飛機隊副隊長[37]。1930年7月、航空第5隊隊長。1932年、航空署教育科長[38]。1935年9月、空軍中校。空軍第3路司令。1941年、総指揮部訓練処長[39]。1947年9月、空軍訓練司令部参謀長[40]。
- 李天民 - 1904年5月13日出生、河北省任邱出身。1926年夏、援陝航空支隊隊員。1935年9月7日、空軍少校。李逸儕に改名。飛行員、第13中隊長、伊寧教導総隊隊附、第3総站（梁山）総站長、航空委員会安全委員、国防部第1区験放組副組長などを歴任。1959年退役。
- 李熙皋 - 1906年9月8日出生、河北省景県出身。1935年9月7日、空軍中尉。1947年8月14日、空軍上尉で退役。
- 李連捷 - 1903年5月18日出生、河北省阜城出身。1935年9月7日、空軍中尉。
- 劉芳秀 - 1905年2月29日出生、福建省沙県出身。航空第3隊隊長、空軍第2路司令。
- 劉義曾 - 1904年3月14日出生、河北省蠡県出身。1925年冬、山西航空兵団飛行員[41]。1926年5月、山西航空隊副隊長[41]。1927年10月、山西航空第1隊副隊長[41]。1929年5月、航空第3隊飛行員[24]。分隊長、副隊長歴任。1932年、航空第4隊隊長[38]。1929年5月、1935年9月7日、空軍少校。
- 劉俊傑 - 1927年10月、山西航空第2隊副隊長[41]。1930年、山西航空大隊長[42]。
- 楊鶴霄 - 1904年12月14日出生、河北省完県出身。航空第4隊隊長、伊寧教導総隊総隊長などを歴任。戦後、戦傷が原因で退役。
- 楊鼎新 - 1902年1月1日出生、河南省林県出身。軍政部航空第3隊飛行員。
- 石邦藩 - 1901年8月12日出生、湖南省乾城出身。航空第2隊隊長、中央航空学校入伍生隊隊長、南京総站長。
- 崔滄石 - 1898年9月19日出生、韓国ソウル出身。航空第4隊副隊長、飛行教官、南昌総站長など歴任。戦後に帰国して韓国空軍参謀総長。
- 姚中 - 1902年7月21日出生、河南省自由出身。1930年8月19日、航空第3隊参謀[43]。1932年1月11日、航空第3隊飛行員[44]。1935年9月7日、空軍上尉[20]。
- 蕭祥蛟 - 1926年夏、援陝航空支隊隊員。1929年5月、水上飛機隊飛行員[24]。1929年12月20日、殉職[45]。
- 耿嗣曾 - 1928年1月、直隷航空司令部航空隊副隊長[46]。
- 王鳳岐（琢章） - 1905年8月20日出生、河北省灤県出身。1926年9月、直隷航空処飛行員[29]。1927年春、江右軍航空隊飛行員[27]。航空第2隊飛行員、航空第7隊分隊長歴任。1935年9月26日、空軍上尉。
- 王允斌 - 1902年7月24日出生、河南省林県出身。1926年9月、直隷航空処飛行員[29]。航空署科員、航空第4隊参謀歴任。1935年9月7日、空軍少校。1938年3月、航空委員会参謀処第5科長[47]。
- 王好生 - 1906年7月18日出生、河南省新蔡出身。1926年9月、直隷航空処飛行員[29]。1928年1月、直隷航空司令部航空隊副隊長[46]。航空第3隊飛行員。1935年9月7日、空軍少校。1938年3月、航空委員会参謀処第3科長[47]。
- 汪樹棠 - 1901年出生、安徽省合肥出身。航空第2隊飛行員。1935年9月7日、空軍中尉。
- 甄中和 - 1903年4月24日出生、河北省宛平出身。航空第3隊分隊長、航空署軍務処科員歴任。1935年9月7日、空軍少校。1937年5月、航空委員会管理科長[36]。1938年3月、航空委員会航政処第6科長[47]。
- 高會一 - 1905年2月15日出生、河北省定県出身。1926年5月、直魯聯軍航空司令部飛豹隊飛行員[29]。1927年2月、山東航空司令部教官[29]。航空第2隊飛行員、分隊長歴任。1935年9月7日、空軍少校。1936年頃、死亡[48]。
- 孟憲武 - 1899年9月24日出生、河北省景県出身。1926年9月、直隷航空処飛行員[29]。1935年9月26日、空軍上尉。
- 趙秀倫 - 1926年9月、直隷航空処飛行員[29]。1928年5月3日、殉職[49]。
- 董世賢 - 1900年8月7日出生、河北省昌平出身。1926年9月、直隷航空処飛行員[29]。1929年5月、水上飛機隊飛行員[24]。1947年8月15日、空軍少校で退役。
- 董築新 - 1904年9月13日出生、江蘇省呉県出身。1929年5月、航空第2隊飛行員[24]。1935年9月7日、空軍上尉。1938年3月、航空委員会参謀処第4科長[47]。
- 梁勛章 - 1905年12月2日出生、河北省満城出身。1926年9月、直隷航空処飛行員[29]。航空第3隊飛行員、分隊長歴任。1935年9月7日、空軍少校。
- 金世傑 - 1901年10月18日出生、江蘇省江寧出身。1926年5月、直魯聯軍航空司令部飛雕隊飛行員[29]。1935年9月7日、空軍上尉。
- 葉玉琳（志堅） - 1926年9月、直隷航空処飛行員[29]。
- 陳尚之（尚志） - 1898年1月17日出生、河南省滎陽出身。日中戦争時、来鳳航空站長。1947年8月14日、空軍上尉で退役。
- 于富有 - 1901年5月12日出生、河北省寧河出身。